# دايفيد باوتشر
دايفيد باوتشر (بالفرنسية: David Boucher )‏ (و. 1980  م) هو راكب دراجة هوائية من فرنسا، وبلجيكا، شارك في طواف إسبانيا.

## سباقات أو مراحل فاز بها
| التاريخ        | السباق                               | المركز                      |
| -------------- | ------------------------------------ | --------------------------- |
| 01 يناير 2005  | سباق جائزة ليليرس الكبرى 2005        | المركز الثاني               |
| 16 مايو 2005   | 2005 Grand Prix de Villers-Cotterêts | الثامن في التصنيف العام     |
| 05 يونيو 2007  | 2007 Gullegem Koerse                 | المركز الثالث               |
| 15 مارس 2009   | طواف نيوشبلاد 2009                   | المرتبة 13 في التصنيف العام |
| 14 يونيو 2009  | دلتا تور زيلاند 2009                 | الثامن في التصنيف العام     |
| 07 أكتوبر 2015 | 2015 KAJ-KWB Prijs                   | المركز الثالث               |
| 24 سبتمبر 2017 | 2017 Duo Normand                     | المركز الثالث               |

## روابط خارجية
- دايفيد باوتشر على موقع الاتحاد الدولي للدراجات (الإنجليزية)
- دايفيد باوتشر على موقع أرشيف الدراجات (الإنجليزية)
- دايفيد باوتشر على موقع إحصائيات الدراجات الإحترافية (الإنجليزية)
- دايفيد باوتشر على موقع نسبة الدراجات (الإنجليزية)
- دايفيد باوتشر على موقع CycleBase (الإنجليزية)